# Vetus Latina
Старите латински преводи на Библията (на латински: Vetus Latina или просто Латина) са първия набор превод на латински език на текстовете на светото писание.
Възникват преди появата на Вулгата. Като цяло запазените ръкописи са непълни и откъслечни и се разделят на 3 групи в редица семейства, но ценността им се състои в това, че са ползвани от Отците на Църквата. Въпреки разнообразието си и при тях са налични признаци на единство, навяващи контурите на един общ архетип за някои от библейските книги.
Старите латински библейски текстове са били в употреба до XII – XIII век, когато окончателно са изместени от Вулгата. Стойността им е оценена едва в края на XVII век, а през 1743 г. излиза първото им печатно издание.
През 1945 г. във връзка с развитието на библеистиката е германският Байроновият институт Vetus Latina, който през 1949 г. започва пълното издание на всички запазени старолатински библейски текстове в общо 27 тома.